# Lestes amicus
Lestes amicus – gatunek ważki z rodziny pałątkowatych (Lestidae).